# Górgiani
Le dème de Górgiani (en grec moderne : Δήμος Γόργιανης / Dímos Górgianis), est un ancien dème du district régional de Grevená, en Macédoine-Occidentale, Grèce. Depuis 2010, il est fusionné au sein du dème de Grevená.
Selon le recensement de 2021, la population du dème s'élève à 1 225 habitants.